# N3 (Guinea)
Die N3 ist eine Fernstraße in Guinea, die in Conakry an der Gabelung mit der N1 und der N4 beginnt und in Boké an der Grenze nach Guinea-Bissau endet. Sie ist 316 Kilometer lang.

## Kreuzungen
| Nummer | Ort       | Fernstraße |
| ------ | --------- | ---------- |
| 1      | Bouramaya | N21        |
| 2      | Kolaboui  | N20        |
| 3      | Boké      | N23        |